# Jessica Lynch
Jessica Dawn Lynch (Palestine, Virginia Occidental, 26 de abril de 1983) es una soldado retirada perteneciente al Ejército de los Estados Unidos, en el cual cobró fama al ser rescatada y calificada como "heroína" por el gobierno de los Estados Unidos. Se presume que dicha historia fue inventada con motivos propagandísticos, para aumentar la moral de los soldados estadounidenses que lucharon en la guerra de Irak. Antes de ser rescatada, la soldado Lynch fue hospitalizada en un manicomio, tras un combate librado por ella y sus compañeros en la localidad iraquí de Nasiriya.

«Durante veinte años, nadie sabía mi nombre. Ahora quieren mi autógrafo. Pero yo no soy una heroína». (Jessica Lynch)

## La historia de Jessica Lynch
La soldado de primera clase Jessica Lynch es una de las soldados más famosas de los Estados Unidos, que combatió en la guerra de Irak en el año 2003, convirtiéndose a los 19 años en una heroína de dicha guerra. El 23 de marzo, una unidad del ejército de Lynch fue emboscada en la ciudad de Nasiriya, en el sur de Irak, por los combatientes de la resistencia. Gravemente herida en los combates, Lynch fue capturada y llevada a un hospital iraquí. Nueve días más tarde, fue rescatada en forma dramática por comandos de las Operaciones Especiales, siendo ampliamente aclamada como un heroína, aunque luego insistió en que era sólo una "superviviente" quien alegó que la fallecida en combate Lori Piestewa fue la verdadera heroína.
El 3 de abril de 2003, The Washington Post informó del dramático rescate de una prisionera de guerra del Ejército de los EE.UU., la soldado Jessica Lynch, de 19 años de edad. Lynch y los miembros de su unidad habían sido capturados por las fuerzas iraquíes, después de que sus vehículos se perdieran el 23 de marzo de 2003. Un equipo especial de EE.UU. rescató a Lynch de un hospital iraquí el 1 de abril de 2003, pero no encontraron a otros soldados estadounidenses vivos (los cuerpos de 11 soldados fueron recuperados). La prensa informó de que un abogado iraquí, Mohammed Odeh Al-Rehaief, dio la información vital para el equipo de rescate, poniendo su propia vida en peligro para ayudar a la soldado Lynch, quien regresó a su hogar en Palestine (Virginia Occidental) para recuperarse. Ella se convirtió en una celebridad y un símbolo del heroísmo popular estadounidense, gracias a una amplia cobertura en los medios de comunicación acerca de su rescate.

## Controversia sobre su historia en Irak
Los detalles reales del rescate de Lynch han sido ampliamente discutidos. Los informes originales dijeron que Lynch había sufrido heridas de bala y arma blanca, pero esta información más tarde se calificó como incorrecta por parte de oficiales militares y de la familia Lynch. Un mes más tarde, la BBC informó de que algunas partes de la historia habían sido desmentidas. Los médicos del hospital iraquí afirmaron que no había soldados iraquíes en las proximidades al momento del rescate, que Lynch había sido tratada bien, y que habían intentado devolverla a las fuerzas de EE.UU. dos días antes del rescate. Los médicos dijeron que había recibido tratamiento por heridas similares a las de un accidente de tráfico: tenía lesiones en la cabeza y la columna vertebral, así como fracturas en el brazo derecho, el pie derecho y ambas piernas. Algunos han sugerido que la incursión de rescate en sí fue un truco de propaganda para levantar la moral de las fuerzas de los EE.UU., tal vez a instancias de los funcionarios de la administración de George W. Bush.

## Libro acerca de su polémica incursión en Irak
Lynch escribió un libro sobre el incidente, I Am A Soldier Too: The Jessica Lynch Story (También soy una soldado: La historia de Jessica Lynch), fue lanzado el 11 de noviembre de 2003.

## Condecoraciones

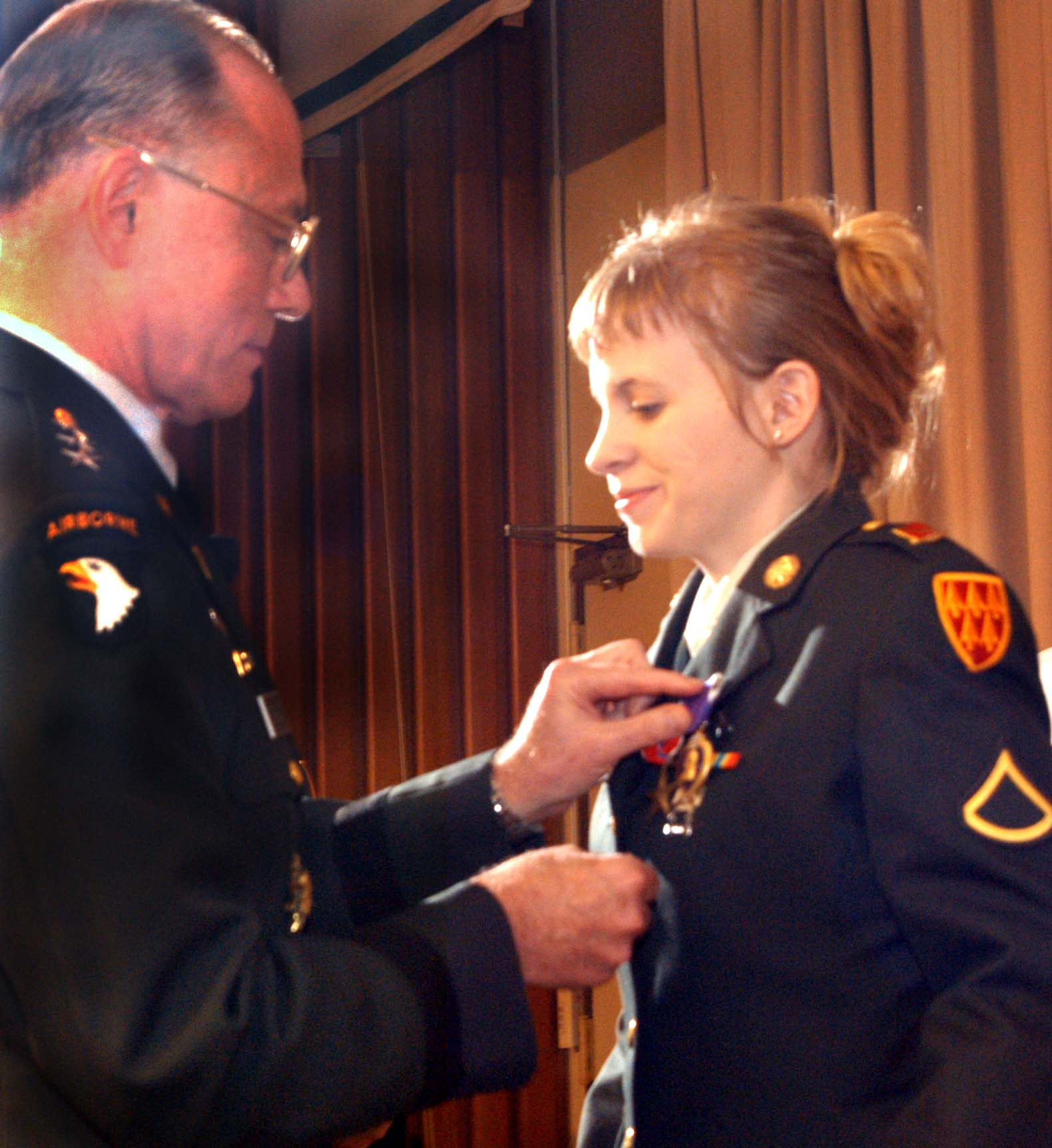
Lynch recibiendo dichas condecoraciones

Jessica Lynch recibió, por parte de los mandos militares, distinciones por su actuación en Iraq; estas condecoraciones incluyen el Corazón Púrpura y la Estrella de Bronce.

## La película sobre su cautiverio
El 9 de noviembre de 2003 se estrenó en Estados Unidos el film Salvar a la Soldado Lynch o Saving Jessica Lynch, en su título original. La película está basada en la historia de la soldado en Iraq. 
El film fue dirigido por Peter Markle y escrito por John Fassano, mientras que la actriz que interpretó a Lynch fue la canadiense Laura Regan.

## Curiosidades
Lynch recibió una baja médica honorable del ejército, debida a incapacidad en agosto de 2003.
Se comprometió en matrimonio con un compañero soldado, el sargento Ruben Contreras, en junio de 2004.
Tras el rescate de Lynch, Mohammed Odeh Al-Rehaief se trasladó con su familia a los Estados Unidos, donde se le concedió asilo político.
El libro de Lynch fue coescrito por el periodista Rick Bragg.